# قائمة أعمال عبد الرحمن المنيف
للكاتب السعودي عبد الرحمن المنيف أعمال روائية وكتابات متعددة، بعضها مذكور في هذه القائمة:

## مدن الملح
هي رواية عربية للروائي السعودي عبد الرحمن المنيف، تعد واحدة من أشهر الروايات العربية وتتألف هذه الرواية من 5 أجزاء، لذا تُعد خماسية.
الرواية تتكلم وتصور الحياة مع بداية اكتشاف النفط والتحولات المتسارعة التي حلت بمدن وقرى الجزيرة العربية بسبب اكتشاف النفط.

## أسماء مستعارة
مجموعة قصصية لعبد الرحمن منيف تشكل بداياته في الكتابة رغم أنها نشرت في أواخر حياته بعد كل أعماله الروائية المهمة وقد رفض أن يعدلها لكي تحافظ على عنصرها التجريبي.

## حين تركنا الجسر
حين تركنا الجسر رواية تنتمي إلى المرحلة الأولى من أدب عبد الرحمن منيف حيث التركيز على شخصية واحدة تكون متأزمة تعيش صراعا داخليا عنيفا وهذا هو حال زكي النداوي بطل رواية حين تركنا الجسر الصياد الذي يتعقب طريدته ويعيش وراءها استرجاعا قاسيا لأخطاء حياته. الرواية عبارة عن أهجية طويلة للذات يخاطب فيها الصياد على طول الرواية كلبه وردان ويحلم باقتناص بطة ويتذكر حادثة الجسر التي ظلت غامضة حتى آخر الرواية ولكنه ترمز إلى خيبة جماعية عاشها البطل.
استعار الكاتب منيف في هذه الرواية هيكلة رواية العجوز والبحر للكاتب الأمريكي هيمنغواي إذ نجد شخصية زكي النداوي تقف تماما كنقيض لشخصية الصياد سانتياغو من حيث الثقة بالنفس وهذا التناقض هو محور القصة التي نحس فيها بقايا خيبة جيل (جيل الكاتب والبطل) عاصر الهزائم السياسية والنفسية في الداخل والخارج.

## سباق المسافات الطويلة
سباق المسافات الطويلة هو أسم رواية للأديب السعودي عبد الرحمن منيف.
تكشف هذه الرواية عن الواقع المر الدي تعيشه الدول العربية من جراء الفقر وقد ذكر فيها السارد نماذج للفساد السياسي الذي تعرفه الدول العربية من خلال سفر بطل الرواية. والرواية تؤرخ للصراع الإمبريالي على النفوذ في دول المنطقة بغية السيطرة على ثرواتها النفطية، وتكشف الرواية من جهة أخرى الاساليب غير المشروعة وغير الاخلاقية للبريطانيين والأمريكيين في صراعهم من اجل إحكام السيطرة على منابع النفط وعلى الحكام الذين انشغلوا بملذاتهم ومغامراتهم الشخصية واهملوا مصالح شعوبهم التي ترزح تحت نير الفقر والحرمان. وتمثل شخصية بيتر ماكدونالد في الرواية نموذجا للاساليب اللاأخلاقية التي اتبعها البريطانيون للمحافظة على مصالحهم المهددة من القادمين الجدد إلى المنطقة (الأمريكيين).
و يمكن القول ان (سباق المسافات الطويلة) تعد انموذجا لأدب ما بعد الكولنيالية.
وهذا الأدب يحاول أن يكشف زيف خطاب القوى الاستعمارية الذي ينطلق من نظرة استعلائية مفادها ان الشعوب الشرقية بصورة عامة لا تمتلك المؤهلات الحضارية لإنتاج مجتمعات مدنية، ومن ثم هي لا تستطيع ان تحكم نفسها بنفسها، وهكذا يكون الزعم بأن مثل هذه الشعوب بحاجة إلى وصاية من الدول الأكثر تقدما ورقيا. ويبدو أن هذه الرواية تلتقي في مضمونها مع الافكار التي ساقها المفكر الكبير ادوارد سعيد في كتابه المهم (الاستشراق)الذي فضح فيه زيف الصورة التي رسمها الغرب للشرق والشرقيين، وذكر ان صورة الشرق التي تظهر في ادبيات الغربيين وكتاباتهم هي صورة مبتكرة لا تمت إلى الواقع بصلة،
وانها لا تعدو ان تكون اختراعا غربياً.

## النهايات
رواية لعبد الرحمن المنيف ظهرت لأول مرة عام 1977 تناولت المجتمع البدوي في قرية على تخوم الصحراء وصورت عاداتهم ووسائلهم للاستمرار في الحياة كما أنها رسمت خطوطا عريضة لعلاقة القرية بمحيطها الصحراوي وبالمدينة.
تميزت بالتقشف اللغوي الشديد الذي كان مقصودا فجميع الأحداث تدور في كنف القحط الذي تعيشه قرية الطيبة وكيف تتعامل معه هذه القرية البائسة.حملت الرواية كذلك نقدا لاذعا للسلطة المركزية المشار اليها بالمدينة لعدم ايفائها بوعودها تجاه القرية ببناء سد لحمايتها من غائلة سنوات الجفاف.كما أنها صورت شخصيات قروية نموذجية لعل أهمها شخصية الصياد عساف الذي كانت أقدار القرية بين يديه في سنين القحط. ومثل روايته شرق المتوسط لم يضع منيف روايته تحت أطر تاريخية أو جغرافية محددة فالطيبة هي وسيلته للتعميم.
عرفت هذه الرواية نجاحا كبيرا على مستوى القراءة حيث انها عرفت 11 طبعة حتى عام 2004 ورصدتها الكثير من الأقلام بالنقد ويقول عنها علي الراعي:«رواية النهايات رواية البادية بامتياز هي شهادة بدوي يعرف الصحراء والمواسم والخصب والمطر والقحط والحيوان والنبات والطير.» ويقول جبرا إبراهيم جبرا:«كيفما تقرأ هذه الرواية فأنت باستمرار تتحرك في خطوط تتوازى فيها الوقائع والرموز. انها مرثية عميقة الأنغام للجنة التي بقيت حاضرة في أذهان القرية.»

## شرق المتوسط
تعد من الروايات السياسية الرائدة فقد تطرقت بكل جرأة لحال المعارضة السياسية في بلدان الشرق الأوسط دون تحديد أسماء أو ذكر لمدن وذلك من خلال سيرة مصغرة لمعارض سياسي مثقف. كما تميزت الرواية بتقنيات روائية حديثة اعتبرت من أول الروايات التي أسست لجيل روائي ما بعد نجيب محفوظ.

## عالم بلا خرائط
عمل روائي جمع رمزين من رموز الكتابة الروائية العربية الحديثة هما عبد الرحمن المنيف وجبرا إبراهيم جبرا حيث تظافرت تجربتهما ومواهبهما لترسم عالما روائيا متخيلا بالكامل ولكنه كان عالما ثريا وفريدا مشحونا بإسقاطات سياسية وفنية تجعله في قلب العصر.

## أرض السواد
ثلاثية روائية لعبد الرحمن منيف تطرقت لتاريخ العراق الاجتماعي والسياسي خلال القرن التاسع عشر ركزت بالأساس على تفاعلات الشخصية العراقية مع الأحداث العالمية الكبرى آنذاك.

## الآن..هنا (أو شرق المتوسط مرة أخرى)
رواية ننتمي إلى أدب السجون عبر فيها عبد الرحمن المنيف عن وضع سياسي محتقن تعيشه شعوب العالم العربي ويقع ضحيته ثلة من شباب الوطن المتحمسين للحرية.وهي تواصل رحلة عبد الرحمن منيف في سجون العالم العربي بعد رواية شرق المتوسط التي نشرها قبل 15 عاما وكأنه يقول أن مرور الزمن في هذا المكان من العالم ليس له تأثير على العلاقة بين السلطة والمواطنين. وكما في شرق المتوسط فالمكان والزمان غير محددين بل انهما مموهان حيث يخترع منيف دولتين (عمورية وموران) هما صورتان لواقع تعيشه شعوب الوطن العالم العربي عامة.

## عروة الزمان الباهي
عمل روائي لعبد الرحمن منيف ذو طابع رثائي بيوغرافي تناول شخصية صديقه محمد الباهي.
محمد الباهي هو صحفي من أصل موريتاني واسمه الأصلي محمد فال اباه بن الننيه. بدأ استخدام اسم محمد الباهي إبان تقدمه إلى مسابقة في جريدة العلم المغربية، ليصبح محررا بها.
تنقل الباهي في حياته بين المغرب، لبنان وأخيرا فرنسا، حيث أقام بها حتى وافته المنية في فبراير عام 1996.
عرف الباهي بكتاباته الصحفية القوية التي اعتمدت على تحليل الأحداث ومحاولة توقع الآتي على عكس التقارير الصحفية الإخبارية. كما أنه حفظ القرآن في سن صغير بالإضافة إلى الشعر الجاهلي حيث كان من أفضل من أداه شفهيا، طبقا لعبد الرحمن منيف.
قارن منيف شخصية الباهي المحبوبة وخفة دمه بشخصية زوربا اليوناني في رواية الكاتب اليوناني نيكوس كازانتزاكس العالمية ذات الاسم نفسه.
حاول منيف أن يطرق موضوعه مثل التحقيق الصحفي فمن خلال سيرة حياة الباهي تظهر ملامح الجيل كله وتفاعله مع الأحداث من حوله (السياسية خاصة) والباهي شخصية فريدة له علاقة خصوصية جدا بالمكان (الصحراء الموريتانية حيث ولد في باريس) ومن الناس وهو صاحب تجربة ثرية جدا تؤرخ لحركة النضال الوطني في المغرب العربي وللمثقف العربي في عاصمة المستعمر.

## قصة حب مجوسية
قصة حب مجوسية هي رواية قصيرة لعبد الرحمن منيف مثلت بداية لمسيرته الروائية لم تكتمل فيها رؤيته الابداعية التي سوف تظهر في أعماله اللاحقة. تميزت هذه الرواية عن رواياته الأخرى بعدم معالجتها لقضايا عربية إذ كان اطارها المكاني فرنسا وسلطت الضوء على حالات شخصية شاب فرنسي عاشق. تطرق عبد الرحمن منيف في هذه الرواية إلى مفهوم الحب عند عامة الشباب فكان العنصر المحوري والذي نسج حوله حركة البطل وعلاقاته الاجتماعية على أرض الواقع السردي والذي كانت تتداخل فيه اللغة الشعرية بتأملات الكاتب الذي يأنسن الأشياء.